# Комарашеве
Комараше́ве (колишня назва Комарашеве Друге) — село Миколаївської селищної громади у Березівському районі Одеської області в Україні. Населення становить 156 осіб.

## Населення
Згідно з переписом УРСР 1989 року чисельність наявного населення села становила 197 осіб, з яких 93 чоловіки та 104 жінки.
За переписом населення України 2001 року в селі мешкало 156 осіб.

### Мова
Розподіл населення за рідною мовою за даними перепису 2001 року:
| Мова       | Відсоток |
| ---------- | -------- |
| українська | 98,08 %  |
| болгарська | 0,64 %   |
| російська  | 0,64 %   |
| інші       | 0,64 %   |